# Finland op het Eurovisiesongfestival 2007
Finland nam in 2007 deel aan het Eurovisiesongfestival in hun eigen land. Het was de eenenveertigste deelname van het land op het festival. Het land werd vertegenwoordigd door Hanna Pakarinen met het lied "Leave Me Alone".

## Selectieprocedure
Er waren eerst 4 halve finales die bepaalden wie naar de finale mocht gaan.
In elke halve finale namen 3 artiesten deel die elk 2 liedjes brachten. Per artiest werd 1 lied gekozen door televoting voor de finale.
De finale werd gehouden op 17 februari 2007 in de tv-studio's in Tampere en werd gepresenteerd door Heikki Paasonen en Jaana Pelkonen.
Na een eerste televoting ronde bleven er nog 3 kandidaten over die streden voor de overwinning.

### Halve finales
Halve finale 1
| Volgorde | Lied               | Artiest           | Televoting | Finalist |
| -------- | ------------------ | ----------------- | ---------- | -------- |
| 1        | Etupenkillä        | Jani & Jetsetters | 1628       | NEE      |
| 2        | Tell Me What To Do | Hanna Pakarinen   | 3777       | NEE      |
| 3        | Forevermore        | Thunderstone      | 2825       | NEE      |
| 4        | Musta Sulhanen     | Jani & Jetsetters | 1861       | JA       |
| 5        | Leave Me Alone     | Hanna Pakarinen   | 8459       | JA       |
| 6        | Face In The Mirror | Thunderstone      | 5056       | JA       |

Halve finale 2
| Volgorde | Lied          | Artiest          | Televoting | Finalist |
| -------- | ------------- | ---------------- | ---------- | -------- |
| 1        | Levitä Siivet | Jukka Kuoppamäki | 2277       | JA       |
| 2        | Bubble Shell  | Humane           | 1119       | NEE      |
| 3        | Tietäjä       | Katra            | 2425       | JA       |
| 4        | Pikajuna      | Jukka Kuoppamäki | 1440       | NEE      |
| 5        | Plane Away    | Humane           | 4301       | JA       |
| 6        | Vaaratar      | Katra            | 797        | NEE      |

Halve finale 3
| Volgorde | Lied                   | Artiest         | Televoting | Finalist |
| -------- | ---------------------- | --------------- | ---------- | -------- |
| 1        | Olet Uneni Kaunein     | Johanna Kurkela | 1661       | JA       |
| 2        | Merry-Go-Round         | Kentala         | 584        | NEE      |
| 3        | Anyone, Anymore        | Lovex           | 4510       | JA       |
| 4        | Jossain Metsäin Takana | Johanna Kurkela | 914        | NEE      |
| 5        | Left My Heart Behind   | Kentala         | 1044       | JA       |
| 6        | Wild and Violent       | Lovex           | 881        | NEE      |

Halve finale 4
| Volgorde | Lied               | Artiest                    | Televoting | Finalist |
| -------- | ------------------ | -------------------------- | ---------- | -------- |
| 1        | Kosketa Mua        | Laura                      | 1322       | NEE      |
| 2        | See the Sings      | Beats and Styles           | 515        | JA       |
| 3        | Rock'n Roll Dreams | Jann Wilde and Rose Avenue | 953        | JA       |
| 4        | Take A Chance      | Laura                      | 2162       | JA       |
| 5        | Take It Back       | Beats and Styles           | 351        | NEE      |
| 6        | Cinnamon           | Jann Wilde and Rose Avenue | 881        | NEE      |

### Finale
| Volgorde | Lied                 | Artiest                    | Televoting | Plaats |
| -------- | -------------------- | -------------------------- | ---------- | ------ |
| 1        | Leave Me Alone       | Hanna Pakarinen            | 16,937     | 1ste   |
| 2        | See The Signs        | Beats and Styles           | 2,512      | 12de   |
| 3        | Musta Sulhanen       | Jani & Jetsetters          | 3,507      | 11de   |
| 4        | Anyone, Anymore      | Lovex                      | 15,112     | 2de    |
| 5        | Levitä Siivet        | Jukka Kuoppamäki           | 4,776      | 10de   |
| 6        | Rock'n Roll Dreams   | Jann Wilde and Rose Avenue | 7,907      | 5de    |
| 7        | Tietäjä              | Katra                      | 5,281      | 8ste   |
| 8        | Take A Chance        | Laura                      | 8,988      | 4de    |
| 9        | Plane Away           | Humane                     | 6,828      | 7de    |
| 10       | Face In The Mirror   | Thunderstone               | 10,997     | 3de    |
| 11       | Olet Uneni Kaunein   | Johanna Kurkela            | 7,791      | 6de    |
| 12       | Left My Heart Behind | Kentala                    | 5,100      | 9de    |

### Super Finale
| Volgorde | Lied               | Artiest         | Televoting | Plaats |
| -------- | ------------------ | --------------- | ---------- | ------ |
| 1        | Leave Me Alone     | Hanna Pakarinen | 73052      | 1ste   |
| 2        | Anyone, Anymore    | Lovex           | 38175      | 3de    |
| 3        | Face In The Mirror | Thunderstone    | 54716      | 2de    |

## In Helsinki
Door hun overwinning het jaar voordien, was het logisch dat het land niet meer aan de halve finales moest deelnemen:
In de finale trad Finland op als 5de, na Ierland en voor Macedonië. Aan het einde van de puntentelling bleek dat het land op een 17de plaats was geëindigd met 53 punten.
Men ontving 2 keer het maximum van de punten.
België en Nederland hadden geen over voor deze inzending.

### Gekregen punten

#### Finale
| 12 punten          | 10 punten                | 8 punten | 7 punten  | 6 punten                                |
| ------------------ | ------------------------ | -------- | --------- | --------------------------------------- |
| - IJsland - Zweden |                          |          | - Andorra | - Estland                               |
| 5 punten           | 4 punten                 | 3 punten | 2 punten  | 1 punt                                  |
| - Litouwen         | - Denemarken - Noorwegen |          |           | - Duitsland - Wit-Rusland - Zwitserland |

### Punten gegeven door Finland

#### Halve Finale
Punten gegeven in de halve finale:
| 12 punten | IJsland   |
| 10 punten | Hongarije |
| 8 punten  | Servië    |
| 7 punten  | Turkije   |
| 6 punten  | Estland   |
| 5 punten  | Andorra   |
| 4 punten  | Georgië   |
| 3 punten  | Letland   |
| 2 punten  | Bulgarije |
| 1 punt    | Noorwegen |

#### Finale
Punten gegeven in de finale:
| 12 punten | Servië    |
| 10 punten | Hongarije |
| 8 punten  | Zweden    |
| 7 punten  | Georgië   |
| 6 punten  | Oekraïne  |
| 5 punten  | Bulgarije |
| 4 punten  | Turkije   |
| 3 punten  | Rusland   |
| 2 punten  | Moldavië  |
| 1 punt    | Duitsland |

1961 · 1962 · 1963 · 1964 · 1965 · 1966 · 1967 · 1968 · 1969 · 1970 · 1971 · 1972 · 1973 · 1974 · 1975 · 1976 · 1977 · 1978 · 1979 · 1980 · 1981 · 1982 · 1983 · 1984 · 1985 · 1986 · 1987 · 1988 · 1989 · 1990 · 1991 · 1992 · 1993 · 1994 · 1995 · 1996 · 1997 · 1998 · 1999 · 2000 · 2001 · 2002 · 2003 · 2004 · 2005 · 2006 · 2007 · 2008 · 2009 · 2010 · 2011 · 2012 · 2013 · 2014 · 2015 · 2016 · 2017 · 2018 · 2019 · 2020 · 2021 · 2022 · 2023 · 2024 · 2025